# 작은곰자리 에타
작은곰자리 에타(η UMi, η Ursae Minoris)는 작은곰자리 방향에 있는 항성이다.
황백색으로 빛나는 F형 주계열성이며 분광형은 F5V에 겉보기 등급은 4.95로 맨눈으로 희미하게 보일 수준이다. 지구로부터 약 97광년 떨어져 있다.
질량은 태양의 1.41배이며 자전속도는 초당 76 킬로미터 수준이다.